# Botschaft Äquatorialguineas in Berlin

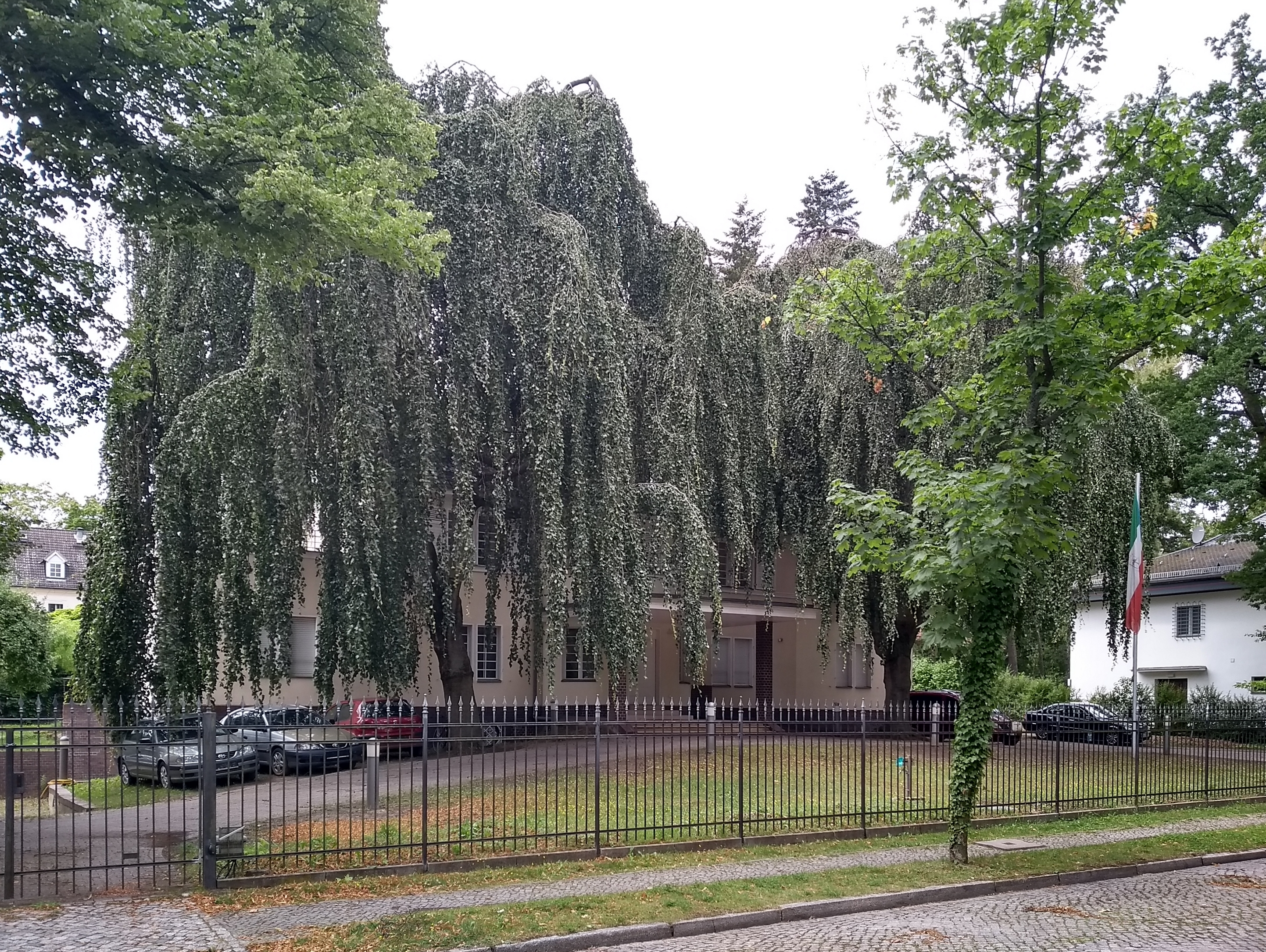
Botschaft Rohlfsstraße 17–19

Die Botschaft Äquatorialguineas in Berlin ist die diplomatische Vertretung der Republik Äquatorialguinea in Deutschland. Sie befindet sich in der Rohlfsstraße 17–19 im Ortsteil Dahlem des Bezirks Steglitz-Zehlendorf.
Botschafter war bis dem 14. April 2016 Pantaleón Mayiboro Mico Nchama. Er starb am 28. Dezember 2021 in Berlin. Die Botschaft wird von Sisinio Eyebe Mbana Makina (Geschäftsträger a. i.) geleitet.
Äquatorialguinea unterhält keine Konsulate in Deutschland.

## Geschichte der diplomatischen Beziehungen
Die spanische Kolonie Äquatorialguinea wurde am 12. Oktober 1968 unabhängig.
Seit dem 14. April 1971 bestanden diplomatische Beziehungen zwischen Äquatorialguinea und der DDR. Sie endeten mit der deutschen Wiedervereinigung im Jahr 1990. Eine Botschaft in Ost-Berlin wurde nicht eingerichtet.
Am 6. September 2010 nahmen Äquatorialguinea und die Bundesrepublik Deutschland diplomatische Beziehungen auf. Die Botschaft befindet sich in der Rohlfsstraße 17–19 in Berlin-Dahlem.

## Botschafter
- bis 2016: Pantaleón Mayiboro Mico Nchama[5]
- seit 2016: Sisinio Eyebe Mbana Makina

## Gebäude
Die Botschaft Äquatorialguineas befindet sich in einer zweigeschossigen Villa in der Rohlfsstraße 17–19 in Berlin-Dahlem.